# Lübecker Eisenbahntor

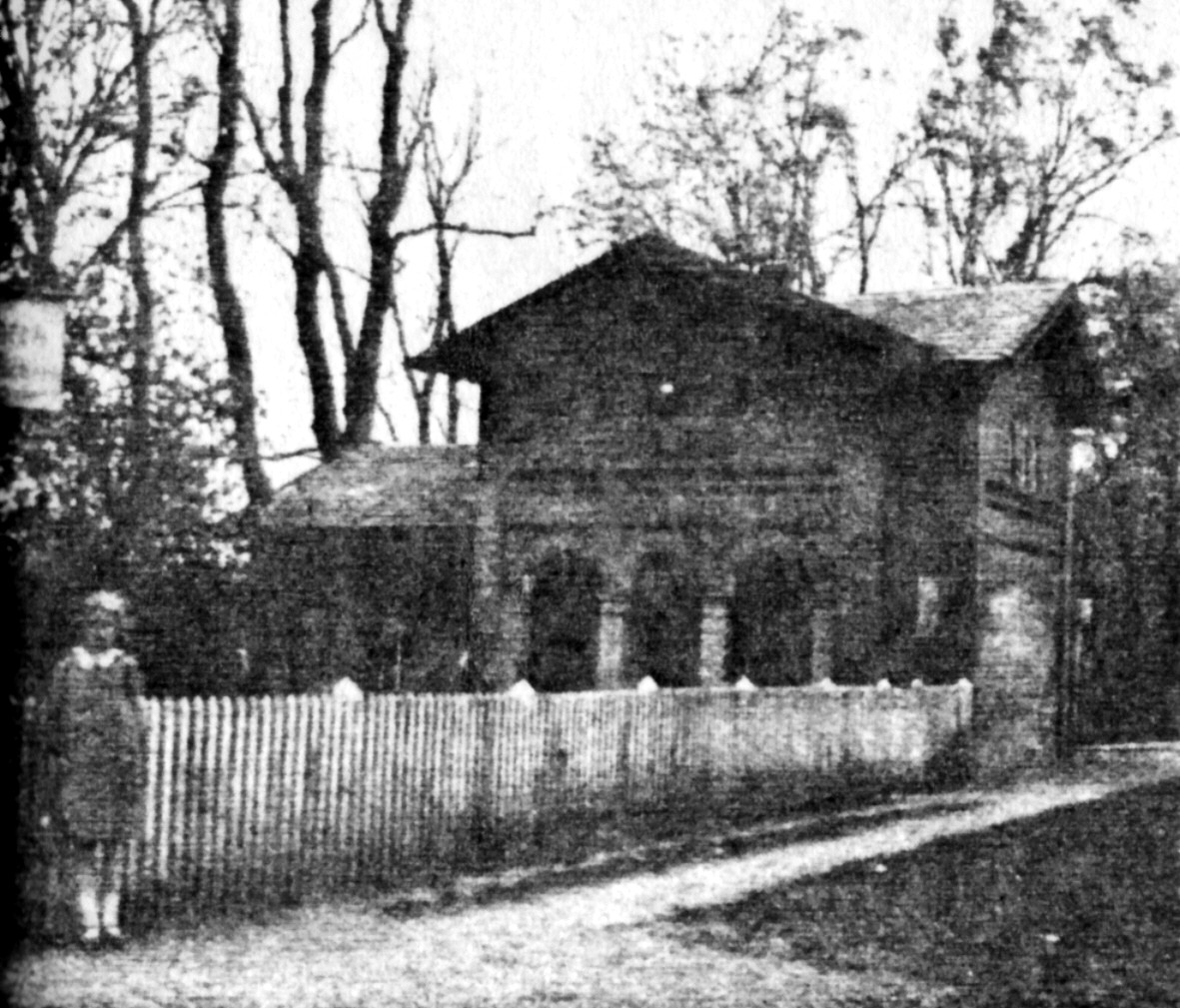
Das Wachhaus des Eisenbahntors

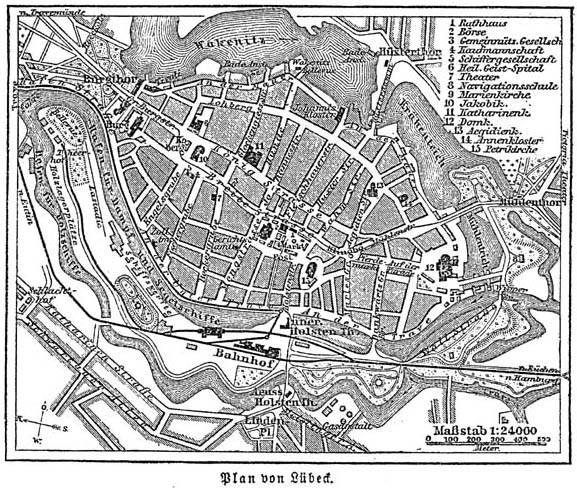
Der Streckenverlauf um 1885

Die Lage des einstigen Eisenbahntors, durch einen roten Kreis markiert auf einem Stadtplan von 1910

Das Lübecker Eisenbahntor war das letzte neu erbaute Lübecker Stadttor.

## Lage
Das Eisenbahntor befand sich an der heutigen Possehlstraße, direkt bei der heutigen Wielandbrücke nahe dem nördlichen Rand des Buniamshofs.

## Geschichte
Beim Bau der Lübeck-Büchener Eisenbahn wurde 1850 die alte Stadtbefestigung bei der Bastion Commis durchschnitten, um an dieser Stelle den Bahndamm (seit 1920 Possehlstraße) durch die Wallanlagen hindurch zum ersten Lübecker Bahnhof auf der Wallhalbinsel zu führen. Nach damaliger Auffassung bestand zwingend die Notwendigkeit, diesen Durchlass mit einem bewachten Tor zu versehen, denn in der Mitte des 19. Jahrhunderts war in der Stadt noch die abendliche Torsperre zur Aufrechterhaltung der nächtlichen Sicherheit in Kraft; zudem stellten die bis dahin existierenden vier Stadttore die einzigen Zugänge zum eigentlichen Stadtgebiet dar, was erst die lückenlose Erhebung der Akzise auf eingeführte Waren ermöglichte.
Parallel zu den Bauarbeiten an der Bahntrasse wurde am Durchlass ein Militärposten aufgestellt, der den Zugang kontrollierte und dafür Sorge trug, dass nur Bahnangehörige und sonstige Befugte an dieser Stelle die Stadt betraten und verließen. Nach Vollendung des Bahndamms kam das eigentliche Tor hinzu. Es bestand aus einem zweiflügligen Eisengatter über dem Gleis, welches nur auf Signal eines Bahnwärters geöffnet wurde, um abfahrende oder ankommende Züge passieren zu lassen. Durch zwei seitliche Pforten konnten Fußgänger außerhalb der nächtlichen Torsperre ebenfalls das Tor durchschreiten. Ein bis zum Stadtgraben reichender Zaun machte es unmöglich, das Eisenbahntor zu umgehen.
Erst 1854 wurde ein Wachhaus aus Backstein errichtet, das über eine offene Vorhalle zum Schutz der Gewehre vor dem Wetter verfügte; im Giebel darüber war der Lübecker Adler als deutlich sichtbares Hoheitszeichen angebracht, da es sich um ein Militärgebäude handelte. Von den Baukosten in Höhe von 5900 Courantmark trug die Eisenbahngesellschaft 1100 Mark und erwarb sich im Gegenzug das Recht, einen Teil des Gebäudes als Bahnwärterhaus zu nutzen. Die am Eisenbahntor stationierte Wache war neun Mann stark.
1863 erfolgten wegen des zweigleisigen Ausbaus der bis dahin eingleisigen Strecke Erweiterungen am Tor; für das zusätzliche Gleis wurde ein weiteres Eisengatter errichtet. Am 1. Mai 1864 wurde die Torsperre aufgehoben, aber die Akzise blieb bestehen. Daher verblieb auch der Wachposten am Eisenbahntor, dessen Fußgängerpforten weiterhin nachts verschlossen wurden. Wenig später bat die Eisenbahngesellschaft unter Verweis auf einen Unfall am 17. Januar desselben Jahres, bei dem ein Zug das nicht ausreichend weit geöffnete Tor gerammt hatte, dass die Stadt die Gatter über den Gleisen entfernen möge. Dem Antrag wurde am 4. Juni stattgegeben, so dass nur noch die Fußgängerpforten verblieben; an den Schließzeiten änderte sich nichts.

## Religiöses Kuriosum
Die Entfernung der Gleistore verursachte ein unvorhergesehenes religiöses Problem: Am 15. August 1867 schrieb der Lübecker Rabbiner Alexander Sussmann Adler an den Senat und erläuterte, dass die entstandene dauerhafte Lücke in der Umwallung gläubigen Juden ernstliche Schwierigkeiten bereitete. Eine komplett ummauerte Stadt konnte als eine einzige Wohnung interpretiert werden, und innerhalb dieser Wohnung waren zahlreiche Tätigkeiten zulässig, die durch die Sabbatregeln ansonsten untersagt gewesen wären. Durch das Verschwinden der Torflügel existierte keine vollständige Umwallung mehr, was das Leben am Sabbat erheblich erschwerte. Adler schlug vor, dass die Eisenbahngesellschaft auf Kosten der jüdischen Gemeinde seitlich des Bahndamms symbolische Torflügel aus Holz errichte, die sich nicht schließen ließen, aber ausreichend waren, um den religiösen Vorschriften Genüge zu tun. Der Senat befürwortete diesen Vorschlag und wies die Bahndirektion am 7. September an, das rein rituelle Tor umgehend zu bauen.
Bei einem erneuten Ausbau des Bahndamms 1870 wurde die Entfernung dieser Torattrappe nötig; der Senat gab die Erlaubnis hierzu, behielt sich aber ausdrücklich vor, eine Wiedererrichtung an geeigneter Stelle zu veranlassen, sollte Bedarf bestehen. Die jüdische Gemeinde äußerte aber keinen derartigen Wunsch.

## Ende des Tors
1874 wurde auch die Akzise aufgehoben, wodurch die bewachten Fußgängerpforten keinen Zweck mehr erfüllten. Der Posten wurde abgezogen, die Gitter entfernt; die Wache blieb ungenutzt und wurde schließlich 1887 an die Lübeck-Büchener Eisenbahn vermietet, die nunmehr das ganze Gebäude als Bahnwärterhaus nutzen konnte.
Beim Bau des neuen Hauptbahnhofs ab 1905 wurde auch die Bahnstrecke verlegt und 1908 stillgelegt; die Gleise wurden entfernt. Für ein Bahnwärterhaus an dieser Stelle bestand somit kein Bedarf mehr. Das Wachgebäude sah in der Folgezeit verschiedene Nutzungen, befand sich 1934 in vernachlässigtem Zustand und wurde später als letzter Überrest des Eisenbahntors abgerissen.